# Расстояние Минковского
Расстояние Минковского (метрика Минковского) — параметрическая метрика на евклидовом пространстве, которую можно рассматривать как обобщение евклидова расстояния и расстояния городских кварталов. Названа в честь немецкого математика Германа Минковского, впервые систематически изучившего данное семейство функций расстояния.
Расстояние Минковского порядка {\displaystyle p} между двумя точками {\displaystyle x,y\in \mathbb {R} ^{n}} определяется как
{\displaystyle \rho (x,y)=\left(\sum _{i=1}^{n}|x_{i}-y_{i}|^{p}\right)^{1/p}}.
Для {\displaystyle p\geqslant 1} расстояние Минковского является метрикой вследствие неравенства Минковского. 
Для {\displaystyle p<1} расстояние не является метрикой, поскольку нарушается неравенство треугольника. 
При {\displaystyle p=\infty } метрика обращается в расстояние Чебышёва. 
В приложениях чаще всего используют функцию расстояния с параметром {\displaystyle p}, равным 1 (расстояние городских кварталов) или 2 (евклидова метрика). 

Единичная окружность при различных значениях параметра расстояния Минковского

Схожая параметрическая конструкция в функциональном анализе — норма на пространствах {\displaystyle L^{p}}, которая вводится подобным образом.